# La Nave de Oseberg
La Nave de Oseberg es un Estudio de grabación musical situado en Buenos Aires, Argentina. Desde el año 1997 funciona realizando producciones principalmente de bandas de Heavy Metal, y estilos afines. Por dicho estudio han pasado enorme cantidad de grupos, como Rata Blanca, Tarja Turunen, JAF, Logos, Skiltron, Adrián Barilari, Lörihen, Fabio Lione, Horcas, Doogie White, Gillman entre muchos otros.

## Historia
Fundado por Martín Toledo, desde su creación hasta el presente ha ido creciendo en forma constante e ininterrumpida, pasando de ser un pequeño estudio de grabación a convertirse en una destacada empresa de producción musical y audiovisual. Es actualmente uno de los principales referentes para la mayoría de los grupos de heavy metal de Argentina.